# アルフォンス・デーケン
アルフォンス・デーケン（独: Alfons Deeken, 1932年8月3日 -2020年9月6日）は、ドイツ・オルデンブルク生まれのイエズス会司祭、哲学者。上智大学名誉教授。

## 経歴
ドイツのニーダーザクセン州生まれ。8人兄弟の3番目に生まれ、父は実業家であった。学校での成績が優秀であったため、校長よりナチの指導者養成学校に推薦された。しかし、一家で反ナチス運動をしていたためその推薦を断った。第二次世界大戦中に日本二十六聖人の1人、ルドビコ茨木の伝記に出会い、日本での活動を願うようになった。ドイツの降伏時に、連合軍を歓迎しようとした祖父を眼前で連合軍兵士に射殺されている。
1952年、イエズス会に入会。東ヨーロッパ、西ヨーロッパ各地での活動を経て、1959年に来日した。1965年には司祭に叙階される。1973年、フォーダム大学で哲学博士(Ph.D.)の学位を取得し、上智大学文学部教授に就いた。長く上智大学で教鞭を取り、文学部人間学研究室で「死の哲学」、「人間学」、「生と死の教育」の講座を受け持った。1982年頃から「死生観、死の準備教育」を提唱し、社会に問いかけた。1982年に「生と死を考える会」を発足させ、終末期医療の改善やホスピス運動の発展などに尽くした。
2003年に上智大学を定年退職し、上智大学名誉教授となった。2003年以降はドイツへ帰国し、しばらく研究生活を送ったが、ふたたび来日した。以後、日本各地で講演活動を行った。ユーモアにあふれた講演は人気があり、80歳を超えても、1日2回以上の講演を受け持つことがあった。書き下ろしの「ユーモア感覚のすすめ」は中学校の国語教科書に掲載されていた。2020年、肺炎で死去。

## 受賞・栄典
- 1975年：アメリカ文学賞（倫理部門）を受賞。
- 1989年：グローバル社会福祉・医療賞を受賞。
- 1991年：全米死生学財団賞を受賞。
- 1991年：菊池寛賞を受賞[2]。
- 1998年：「死への準備教育」普及の功績によりドイツ政府からドイツ連邦共和国功労勲章を受章。
- 1999年：第15回東京都文化賞[2]。
- 1999年：第8回若月賞を受賞

## 研究内容・業績
- 死生学においては、日本の代表的な学者であり、その草分け的な存在であった。来日当初は日本における死のタブー感から、大学内でもその研究の存続を危ぶむ声があったという。
- 生涯を通じて、癌などによって死期が迫っている人々のための施設（ホスピス）や、より良い生を送るための支援活動・講演活動に熱心に取り組んだ。死生観研究の観点から、伯母がシカゴで経営する施設をはじめとして、多くのホスピス・老人ホームなどを視察している。そのため、厚生省（厚生労働省）のオブザーバーとして有識者会議などに参加していた。来日当時「がんは早期に告知して、治療の見込みのない患者はホスピスに移す」ことを提案したが、厚生省の役人らから「日本ではガンは告知しないことになっている」と強硬に反対されたこともあったという。

## 著作

### 単著
- 『第三の人生　あなたも老人になる』松本たま訳（南窓社、1982
- 『デーケン教授の東西見聞録』騎西潤訳（中央出版社、1988年）
- 『中高年の危機と挑戦』女子パウロ会　1990
- 『人間性の価値を求めて マックス・シェーラーの倫理思想』阿内正弘訳（春秋社、1995年）
- 『キリスト教と私』（聖母の騎士社・聖母文庫、1995年）
- 『ユーモアは老いと死の妙薬 死生学のすすめ』（講談社、1995年）
- 『死とどう向き合うか』（NHKライブラリー、1996年）
- 『生と死の教育』（岩波書店、2001年）
- 『光のダイアローグ』岡田昇写真（三五館、2002年）
- 『よく生きよく笑いよき死と出会う』（新潮社、2003年）
- 『あなたの人生を愛するノート』（フィルムアート社、2007年）
- 『心を癒す言葉の花束』2012　集英社新書

### 共編著
- 『未来の人間学』中村友太郎共編　理想社、1981（春秋社、1993年
- 『生と死を考える』曽野綾子共編（春秋社、1984年）
- 『旅立ちの朝に 愛と死を語る往復書簡』曽野綾子共著（角川書店、1985年）のち新潮文庫
- 『身近な死の経験に学ぶ』（春秋社、1986年）
- 『死を教える 死への準備教育』メヂカルフレンド社編集部共編（メジカルフレンド社、1986年）
- 『死を考える 死への準備教育』メヂカルフレンド社編集部共編（メジカルフレンド社、1986年）
- 『死を看取る 死への準備教育』メヂカルフレンド社編集部共編（メジカルフレンド社、1986年）
- 『身近な死の経験に学ぶ』平山正実共編　春秋社　1986
- 『いのちの終末 死の準備と希望』共著（同朋舎出版、1988年）
- 『伴侶に先立たれた時』重兼芳子共編（春秋社、1988年）
- 『老いと死をみつめて 老いの生き方Q&A』編著（同文書院、1989年
- 『日本のホスピスと終末医療』飯塚真之共編（春秋社、1991年）
- 『死への準備教育のための120冊』梅原優毅共編著（吾妻書房、1993年）
- 『新しい死の文化をめざして』飯塚真之共編（春秋社、1995年）
- 『三人寄ればニッポンが見える エレガンス・老いと死・ユーモア』フランソワーズ・モレシャン,フィリップ・グロード共著（旬報社、1997年）
- 『<突然の死>とグリーフケア』柳田邦男共編　春秋社　1997
- 『愛と死を見つめる対話 旅立ちの朝に 魂を揺さぶる往復書簡』曽野綾子共著　青萠堂　2006
- 『おとなのいのちの教育』水野治太郎,日野原重明共編著　河出書房新社　2006
- 『いのちを語る』日野原重明,木村利人共著　集英社　2009
- 『人生の終わりをしなやかに 連続授業』清水哲郎,浅見昇吾共編　三省堂　2012

## CD
- アルフォンス・デーケン～死とどう向き合うか～CD6枚組～（日本音声保存）